# Оливье, Жюст
Жюст Оливье (фр. Juste Olivier; 18 октября 1807, Эйсин — 7 января 1876, Женева) — швейцарский поэт, писатель, журналист, педагог. Согласно оценке ЭСБЕ, «один из наиболее популярных поэтов и писателей французской Швейцарии».
Родился в семье фермера. Среднее образование получил в лицее в Ньоне, впоследствии изучал богословие в университете Лозанны, параллельно работая в этом городе репетитором, чтобы иметь возможность оплачивать обучение. В период учёбы состоял в студенческих братствах и уже с этого времени писал стихи, побеждая на местных поэтических конкурсах в 1825 и 1828 годах. После завершения получения образования стал профессором литературы и истории в гимназии в Невшателе, получив место 1 марта 1830 года с условием, что пройдёт курс обучения педагогике в Париже. Во французской столице он обучался на курсах при Коллеж де Франс с 17 апреля по 6 августа 1830 года, а после Июльской революции выехал в Швейцарию, где с 7 ноября начал преподавать в Невшателе. 25 марта 1833 года взял отпуск и уехал в Лозанну, где стал профессором истории в местной академии. В 1835 году совместно с женой издал сборник стихов (второй вышел в 1841 году). В 1839 году получил звание ординарного профессора истории. С 1842 года сотрудничал в издании «Revue suisse», также писал для «Revue des Deux Mondes». С 1843 года параллельно преподавал в школе Вине.
В 1845 году из-за революции в Швейцарии лишился жалования и был вынужден в 1846 году эмигрировать в Париж, где стал заниматься подготовкой и изданием религиозной литературы для женской гимназии. Преподавал также в школе администрации Коллеж де Франс, на вечерних курсах для рабочих, давал частные уроки. В 1852 году пережил смерть своего 12-летнего сына. С 1858 года преподавал в протестантской женской гимназии в Париже; в те годы также вёл колонку о Париже в «Revue suisse», сотрудничал с «Journal de Genève», периодически приезжал в Швейцарию; его дом в Париже был местом собраний многих интеллектуалов города, из которых он был особенно близок с Сент-Бёвом. На родину вернулся только в конце 1870 года, бежав из Парижа в Швейцарию после начала Франко-прусской войны и оставшись в ней до конца жизни. Проживал в Грионе, читал лекции в Женеве, Лозанне, Невшателе и Морже. Осенью 1875 года тяжело заболел и был перевезён дочерью в Женеву, где скончался в начале следующего года. 2 июля 1910 года ему был установлен памятник в Лозанне.
Как поэт более всего известен поэмами «Deux Voix» (1835), «Chansons lointaines» (Париж, 1847), «Chansons du soir» (1867) и двухтомным сборником стихов «Canton of Vaud» (1835 и 1841), а также многочисленными статьями по истории и этнографии Швейцарии («Etudes d’histoire nalionale» (1842)) и новеллами. Наиболее известные из них: «M. Argent et ses compagnes d’aventure» (1850), «Deux nouvelles» (1854), «Luze Léonard» (1856), «Le pré aux noisettes» (1863), «Sentiers de montagnes» (1875) и др. Издание его избранных сочинений с очерком биографии автора, написанным Эженом Рамбером, вышло в Лозанне в 1876 году.
Его брат Урбэн (Urbain Olivier; 1810—1888) также был известен как автор повестей.